# Salt
|  | Per a altres significats, vegeu «Salt (desambiguació)». |

Salt és un municipi de Catalunya situat a la comarca del Gironès que forma part de l'àrea urbana de la ciutat de Girona.

## Geografia
- Llista de topònims de Salt (Orografia: muntanyes, serres, collades, indrets..; hidrografia: rius, fonts...; edificis: cases, masies, esglésies, etc).

S'estén per la riba dreta del riu Ter, dins el pla de Girona. Al nord i a l'oest limita amb el municipi de Sant Gregori; al sud, amb els de Bescanó i Vilablareix; i a l'est, amb el de Girona. Els seus 32.517 habitants (segons dades del 2022), viuen majoritàriament dedicats a la indústria i als serveis. Les activitats tradicionals agrícoles, especialment la de les hortes regades per la séquia Monar, es troben en regressió.

## Història
La primera forma històrica del nom de la vila de Salt és Salto (834). Després i durant força temps trobem la forma Saltu (1166, 1182, 1245, 1305, 1362...), la qual perdrà finalment la vocal final per esdevenir Salt simplement.
Salt va viure un procés d'expansió urbana amb la instal·lació, a mitjan segle xix, de tres fàbriques tèxtils al barri de Sant Antoni, avui conegut com el Veïnat. L'any 1910 Joan Coma i Cros esdevingué l'únic propietari de les fàbriques tèxtils de Salt, i entre 1910 i 1923 portà a terme una profunda reforma de la infraestructura industrial: ampliació de la fàbrica Coma i Cros, modificació del traçat de la séquia, i la construcció de la Central Elèctrica de Montfullà i la del Molí a Salt.
En el període de la Segona República i la Guerra Civil, la població es va consolidar com a nucli antifeixista, i experimentà una fase activista notable, amb el naixement de publicacions com El Poble de Salt, L'amic del poble o Despertar. L'anarcosindicalisme i els nous corrents lliurepensadors es consolidaren a bastament –després de la seva penetració vers els anys 20 del segle xx– en la vida social de Salt, de la qual cosa es van derivar accions repressives amb l'entrada de les tropes franquistes el 1939.
El 1963, l'Ajuntament de Girona inicia l'expedient per a les incorporacions dels municipis de Salt i Sarrià de Ter i el 12 de març de 1974, el Tribunal Suprem dicta una sentència favorable al decret d'annexió. L'1 de gener de 1975 es produeix l'annexió oficial de la vila de Salt a la ciutat de Girona. El procés d'annexió desfermà una forta oposició veïnal. El 1983, després d'anys d'intenses mobilitzacions, Salt i Sarrià se separen de Girona i recuperen la seva independència.
El Decret de la Generalitat de Catalunya acordant la segregació dels municipis de Salt i Sarrià del de Girona fou publicat al Diari Oficial de la Generalitat de Catalunya el dia 3 març. Aquesta data dona nom als premis Tres de març, concedits a Salt anualment des de 1989 a les persones i/o entitats que més han treballat per Salt, per a la seva gent i pel seu entorn.

## Demografia
Salt ha crescut exponencialment al llarg del segle xx, en què ha triplicat la població, i avui és el municipi més densament poblat de les comarques gironines (4.926,82 persones per km², segons dades del 2022). Les causes han anat des de la prosperitat de la indústria tèxtil, passant per la millora de la xarxa de comunicacions, fins a la saturació urbanística del municipi veí de Girona. De poc més de set mil saltencs el 1960 s'arriba als 11.477 el 1970, resultat de l'onada d'immigració majoritàriament andalusa, i de les poblacions rurals de la resta de Catalunya. A l'inici del segle xxi, la població saltenca arriba a les 30.000 persones i és formada per un mosaic de nacionalitats, entre les quals destaquen els col·lectius marroquí (4.852 veïns), gambià (1.780) i llatinoamericà.
| 1497 f | 1515 f | 1553 f | 1717 | 1787 | 1857  | 1877  | 1887  | 1900  | 1910  |
| ------ | ------ | ------ | ---- | ---- | ----- | ----- | ----- | ----- | ----- |
| 20     | 22     | 23     | 122  | 255  | 1.316 | 1.619 | 2.105 | 2.280 | 3.125 |

| 1920  | 1930  | 1940  | 1950  | 1960  | 1970   | 1981 | 1990   | 1992   | 1994   |
| ----- | ----- | ----- | ----- | ----- | ------ | ---- | ------ | ------ | ------ |
| 4.185 | 5.360 | 5.321 | 5.956 | 7.077 | 11.467 | -    | 21.738 | 21.979 | 21.979 |

| 1996   | 1998   | 2000   | 2002   | 2004   | 2006   | 2008   | 2010   | 2012   | 2014   |
| ------ | ------ | ------ | ------ | ------ | ------ | ------ | ------ | ------ | ------ |
| 21.519 | 21.678 | 22.017 | 23.214 | 25.912 | 28.017 | 28.763 | 30.304 | 30.146 | 30.103 |

| 2016   | 2018   | 2020   | 2022   | 2024   | 2026 | 2028 | 2030 | 2032 | 2034 |
| ------ | ------ | ------ | ------ | ------ | ---- | ---- | ---- | ---- | ---- |
| 29.404 | 30.622 | 32.138 | 32.517 | 33.904 | -    | -    | -    | -    | -    |

El 1975 és annexionat a Girona, de la qual se segrega el 3 de març de 1983.

## Fauna
La protecció de les Deveses de Salt ha permès preservar un espai de gran interès natural. Aquesta excepcionalitat s'ha d'atribuir al fet que aquesta zona natural està situada a prop d'una àrea fortament humanitzada, si es té en compte que els seus usuaris procedeixen bàsicament d'una àrea metropolitana que aplega més de 100.000 persones. Malgrat això, l'actuació de les entitats ecologistes, coordinades amb l'ajuntament, ha permès conèixer i protegir una gran quantitat d'espècies en risc de desaparèixer i al mateix temps reimplantar algunes espècies com la cigonya i la llúdriga:
- Mamífers: el teixó, l'eriçó, musaranyes, la mostela, el gat mesquer
- Aus: el bernat pescaire, l'agró roig, el martinet, ànecs, alguna oca.
- Rèptils: sargantanes, llangardaixos, colobres, serps d'aigua
- Amfibis: gripaus, granotes, reinetes, tritó
- Peixos: barb, bagra, carpa, sol.

## Flora
La coberta vegetal del Pla s'ha d'entendre a partir de la influència que exerceix el riu Ter, atès que la vida de les comunitats vegetals de major interès depenen d'aquest curs fluvial. La vegetació vinculada a l'aigua, ja sigui l'aquàtica amb la presència de comunitats de llenties d'aigua i potamotògens; la d'aigües embassades a través de canyissars i balqueres; la de bosc de ribera, amb creixenars, salzeredes, vernedes, acàcies, plàtans, alberedes i pollancredes.
Finalment hi ha les hortes i deveses, que són els espais naturals associats a la vegetació que té major interès per l'home.

## Símbols

Escut de Salt, no adaptat al reglament actual.

Fins a l'any 1949 el municipi de Salt no disposava d'un escut pròpiament dit, ja que fins aleshores en els documents oficials de l'ajuntament s'utilitzava un segell que des del segle xviii havia experimentat diferents modificacions.
L'escut actual del municipi Salt, d'ús per l'Ajuntament, és una composició formada per una corona de príncep, la qual al·ludeix al Principat de Girona, les barres catalanes (4 pals de gules sobre fons d'or), una espiga de blat que relaciona el municipi amb les activitats agrícoles i una roda de molí sobre les aigües de la séquia Monar que relaciona la vinculació del municipi amb les activitats manufactureres i industrials.
L'escut no ha estat sotmès a la reglamentació dels símbols dels ens locals (Decret 263/1991, de 25 de novembre) de la Generalitat de Catalunya i no ha estat oficialitzat.

## Eleccions

### Any 2019
| Candidatura | Candidatura                                                                     | Cap de llista           | Vots  | Regidors | % vots |
| ----------- | ------------------------------------------------------------------------------- | ----------------------- | ----- | -------- | ------ |
|             | Esquerra Republicana de Catalunya - Acord Municipal                             | Jordi Viñas i Xifra     | 2.493 | 7        |        |
|             | Partit dels Socialistes de Catalunya - Progrés Municipal                        | Joan Martín Puntada     | 1.722 | 5        |        |
|             | Junts per Catalunya                                                             | Margarita De Arquer     | 1.447 | 4        |        |
|             | Vox                                                                             | Sergi Fabri Llavero     | 1.117 | 3        |        |
|             | Independents per Salt-Candidatura d'Unitat Popular-Entesa pel Progrés Municipal | Cristina Sibina i Nogué | 778   | 2        |        |
| Total       | Total                                                                           | 8.768                   | 8.768 | 21       |        |

Font:Ministerio del Interior d'Espanya
El 16 d'agost de 2011 dos regidors de Plataforma per Catalunya es van escindir del grup municipal PxC passant a ser regidors del grup mixt no adscrit.

## Alcaldes de Salt
| Període     | Alcalde o alcaldessa        | Partit polític | Data de possessió | Observacions |
| ----------- | --------------------------- | -------------- | ----------------- | ------------ |
| 1979–1983   | Narcís Devesa i Coll        | PSC-PSOE       | 19/04/1979        | --           |
| 1983–1987   | Salvador Sunyer i Aymerich  | PSC-PSOE       | 28/05/1983        | --           |
| 1987–1991   | Salvador Sunyer i Aymerich  | PSC-PSOE       | 30/06/1987        | --           |
| 1991–1995   | Xavier Corominas i Mainegre | PSC-PSOE       | 15/06/1991        | --           |
| 1995–1999   | Xavier Corominas i Mainegre | PSC-PSOE       | 17/06/1995        | --           |
| 1999–2003   | Jaume Torramadé i Ribas     | CiU            | 03/07/1999        | --           |
| 2003–2007   | Jaume Torramadé i Ribas     | CiU            | 14/06/2003        | --           |
| 2007–2011   | Iolanda Pineda i Balló      | PSC-PSOE       | 16/06/2007        | --           |
| 2011–2015   | Jaume Torramadé i Ribas     | CiU            | 11/06/2011        | --           |
| 2015–2019   | Jordi Viñas Xifra           | ERC-AM         | 13/06/2015        | --           |
| 2019-2023   | Jordi Viñas Xifra           | ERC-AM         | 15/06/2019        | --           |
| Des de 2023 | Jordi Viñas Xifra           | ERC-AM         | 17/06/2023        | --           |

## Economia
Predomina l'activitat de serveis i comerç, que constitueix el 65% de l'activitat econòmica, seguida de la construcció amb un 18%, les activitats professionals amb un 9% i la indústria que actualment suposa només el 8% de l'activitat econòmica de la Vila. Nous espais supramunicipals de caràcter sanitari, com el Parc Hospitalari Martí i Julià, annex a l'hospital psiquiàtric ja existent, lúdic (la sala de concerts La Mirona) i comercial (l'Espai Gironès) han aportat una afluència de visitants de la resta de les comarques gironines i han contribuït a dinamitzar la vida social i econòmica de Salt.

## Equipaments culturals

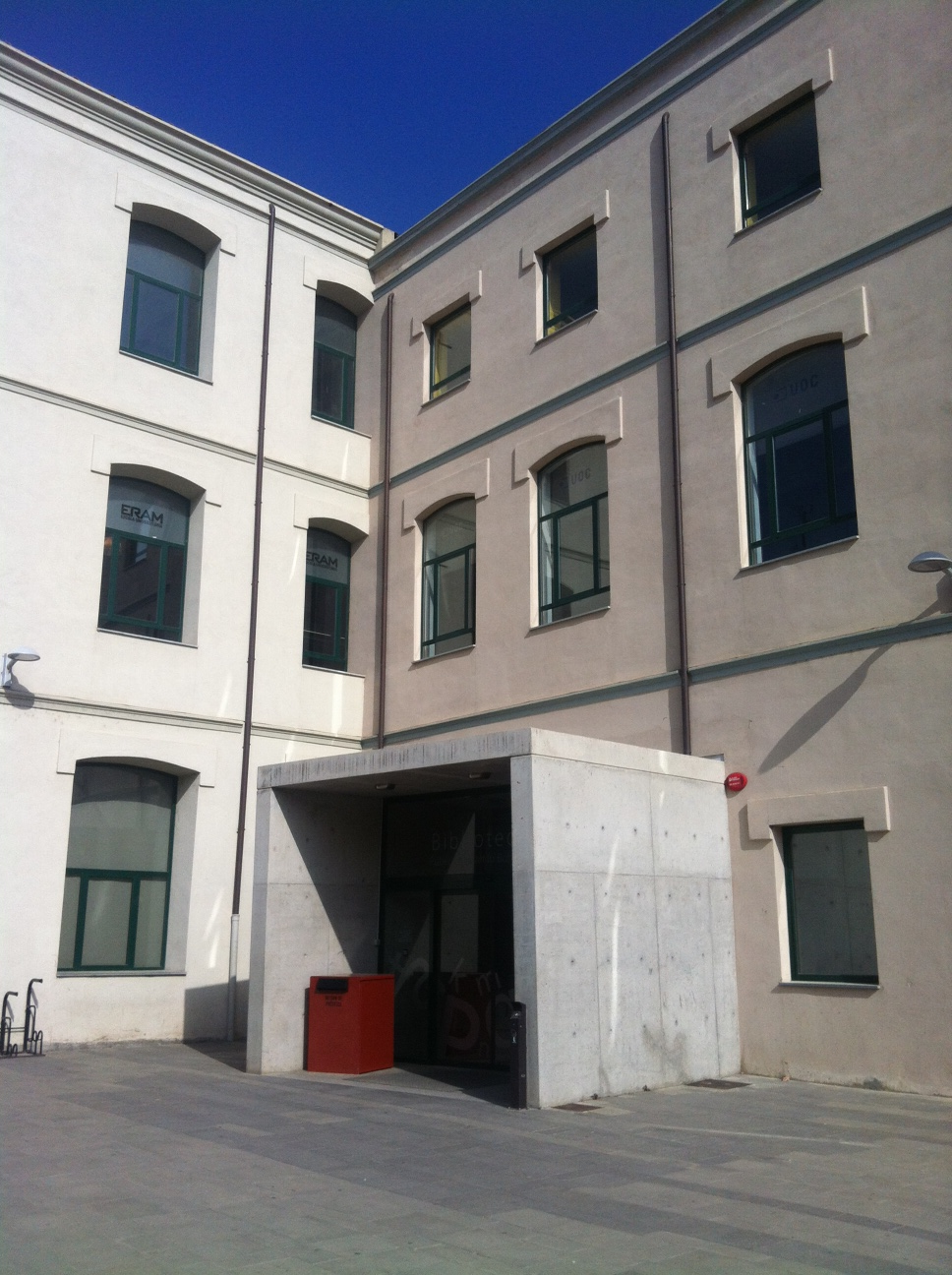
Biblioteca Pública Iu Bohigas de Salt

- Factoria Cultural Coma-Cros[6]
- Teatre de Salt
- La Mirona
- Biblioteca Pública Iu Bohigas
- Biblioteca d'en Massagran
- Museu de l'Aigua de Salt[7]
- Escola Municipal de Belles Arts
- Casa de Cultura Les Bernardes[8]

### Escultura pública
A part de les imatges religioses, la primera manifestació d'art al carrer a Salt, es remunta a l'any 1951 amb el momument erigit en homenatge al científic Joaquim Ravetllat que es troba a la plaça Jacint Verdaguer.
Més endavant, a la plaça de la Llibertat, es col·locava l'escultura "Homenatge a la família treballadora" de Lluís Molins i, a la plaça de la Vila, "Les llúdrigues" de Lluís Mateu.
Però va ser entre els anys 1997 i 1999 quan, gràcies a la inicitiva de Josep Paulí, regidor de Cultura de l'Ajuntament de Salt, es va iniciar un projecte per tal d'omplir carrers i places de Salt amb una destacada presència d'obra escultòrica.
L'any 2008, l'Ajuntament de Salt va editar el llibre Salt, un munt d'escultures per descobrir : treball de recerca de Sara Rosés i Garriga, una guia imprescindible per conèixer el parc escultòric de la vila.
Per donar a conèixer als infants el parc escultòric de la vila i fomentar-ne la seva conservació, les escoles de Salt han participat en el projecte "Apadrinem escultures" proposat pel Club d'Amics de la Unesco de Girona.

## Entitats
- Agrupament Escolta i Guia Sant Cugat de Salt
- Agrupament Escolta i Guia Can Tona de Salt
- Agrupació fotogràfica de Salt
- Associació Pro Televisió vila de Salt
- Corals: Coral Sant Jaume, Coral Rossinyol i Alimara, Coral la Tribana
- Teatre: En fi, Teatre! i El Safareig Teatre de Salt
- Els Infants Valents
- Marrecs de Salt
- Salt Sardanista[13]
- Casal Gent Gran Les Bernardes Arxivat 2018-02-18 a Wayback Machine.[14]
- Banc del temps de Salt
- Diables d'en Pere Botero
- Casal Saltenc Independentista
- Associacions de Veïns de Barri Centre, Barri Vell, Barri de la Processó, Barri del Veïnat, Barri dels Escriptors, La Massana.